# Фосфат аммония-кальция
Фосфа́т аммо́ния-ка́льция — неорганическое соединение,
двойной фосфат кальция и аммония с формулой CaNH4PO4,
бесцветные кристаллы,
не растворяется в воде,
образует кристаллогидраты.

## Получение
Нагревание гидроксида кальция в растворе гидрофосфата аммония:
{\displaystyle {\mathsf {Ca(OH)_{2}+(NH_{4})_{2}HPO_{4}\ {\xrightarrow {50^{o}C}}\ CaNH_{4}PO_{4}+NH_{3}\uparrow +2H_{2}O}}}

## Физические свойства
Фосфат аммония-кальция образует бесцветные кристаллы.
Не растворяется в воде, р ПР = 13,4.
Образует кристаллогидраты состава CaNH4PO4•7H2O.